# جورج راندولف پیرکس
جورج راندولف پیرکس (انگلیسی: George Pearkes; ۲۸ فوریهٔ ۱۸۸۸ – ۳۰ مهٔ ۱۹۸۴) سیاستمدار و پرسنل نظامی اهل کانادا بود. وی همچنین برندهٔ جوایزی همچون نشان حمام شده‌است.